# 米村
米村（よねむら）は 東京都中央区銀座７丁目に所在する料亭。
新橋料亭の一つであり、宴席に新橋芸者衆を呼ぶことができる。

## 概要
昭和4年、九段で「三楽」として開業。武者小路実篤、林武画伯、宇野浩二や久保田万太郎ら小説家など、文人墨客に愛される。昭和24年、浜離宮の入り口付近に移り、川に面した見越の松に黒板塀という料亭らしい粋な造りで「米村」を営業。昭和36年、東京オリンピックの開催による高速道路整備の為、現在の銀座7丁目に移転。新橋料亭としていち早くビルへの建て替えを行い、カウンター席や地下のバーなど進取の気風を体現する。老朽化により昭和58年に再度建て替え、今の店構えに至る。

### 二代目　藤野雅彦
東京・銀座で料亭を営むかたわら、都心に残る花街文化の活性化に努めた。全国の花街の料亭・芸妓衆でつくる日本料理文化振興協会の理事長として、芸妓派遣を通じた海外発信などに取り組み、農林水産省検討会の委員として、和食の国連教育科学文化機関（ユネスコ）の無形文化遺産登録にも尽力した。

### 特徴
- 「三楽」開店祝いに贈られた屏風には伊東深水の絵が貼られ「昭和4年1月」と書かれている[1]。
- 米村の前身「三楽」の初代女将、八重は宇野浩二の小説「思ひ川」のモデルになっている[1]。
- 東京の料理屋としては数少ない「江戸割烹」の看板を掲げている店。江戸後期に数多く出版された料理書の中から、江戸時代から伝わる料理に新たな解釈を加え、東京に集まる様々な各地の食材を用い、現代にアレンジした「新・江戸料理」を打ち出す[2]。
- 初代料理長考案の「鯛焼飯」は米村名物となっている。
- 各部屋の名を記した陶板は宇野浩二と親しい洋画家、鍋井克之によるもの[1]。
- 毎年五月に新橋演舞場で開催される東をどりでは米村を含む新橋六料亭による酒の肴、卵焼き、松花堂弁当などを愉しむことができる[4]。